# Nemeskeresztúr
Nemeskeresztúr é um município da Hungria, situado no condado de Vas. Tem 12,17 km² de área e sua população em 2015 foi estimada em 274 habitantes.